# عدد جرمی

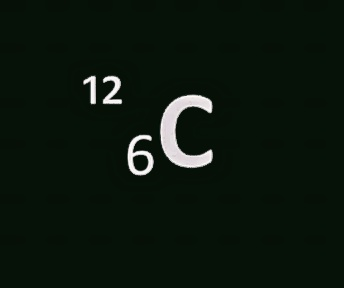
عدد جرمی کربن (عدد ۱۲ بالا سمت چپ) و عدد اتمی کربن (عدد ۶ پایین سمت چپ)

عدد جرمی (A) (به انگلیسی: Mass number) یک اتم برابر با تعداد نوکلئون‌‌ها؛ (مجموع تعداد پروتون‌ها و نوترون‌های درون هستهٔ یک اتم) است. عدد جرمی یک عنصر تقریباً برابر با جرم اتمی آن است.

## نحوه نمایش در فرمول‌نویسی

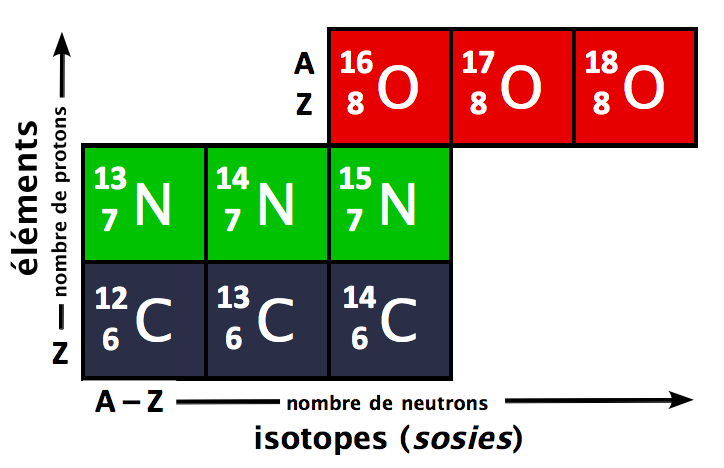
مقایسه ایزوتوپ‌های سه عنصر کربن ، نیتروژن و اکسیژن بر حسب عدد اتمی و عدد جرمی آن‌ها

برای نشان دادن ساختار هسته‌ای اتم در بالا سمت چپ کنار علامت اختصاری (حروف لاتین) عنصر شیمیایی، عدد جرمی (جمع تعداد پروتون و نوترون) و عدد اتمی (Z تعداد پروتون‌ها) پایین سمت چپ نوشته می‌شود. برای نمونه هلیم-۴ که دارای عدد جرمی ۴ و عدد اتمی ۲ است، به صورت 4
2He نشان داده می‌شود.
از آن‌جایی که برای هر عنصر، عدد اتمی یکسان اما عدد جرمی متفاوت است، به‌طور مختصر عدد جرمی سمت راست علامت اختصاری عنصر نوشته می‌شود: H-1, H-3, He-4, U-235, U-238.